# Robert Hooke
Robert Hooke (n. 18 iulie 1635 — d. 3 martie 1703) a fost un savant englez, care a excelat ca astronom și fizician, fiind cel mai bine cunoscut pentru formularea legii de proporționalitate între deformațiile elastice ale unui corp și tensiunile la care este supus, cunoscută ca „Legea lui Hooke”.

## Date biografice
Robert Hooke s-a născut la Freshwater, pe insula Whight, Anglia și a studiat la Universitatea Oxford, unde a fost asistentul fizicianului englez Robert Boyle.
Din anul 1662 a fost numit supraveghetor al experimentelor Societății Regale, al cărei membru a fost ales în 1663. Doi ani mai târziu, în anul 1665, a fost numit profesor de geometrie al Universității Oxford.
A fost primul care a folosit balanța cu arc pentru reglarea ceasurilor și observând similaritățile dintre mișcarea unei sfori vibrând și balansarea unei pendule, a inventat pendula cu arc, ceea ce a condus la o mai mare precizie a ceasurilor. Intuiește și formulează într-o comunicare la Royal Society din Londra primele idei privind telegrafia vizuală.
Din anul 1666 a fost numit inspector al Londrei și a făcut design-ul mai multor clădiri, inclusiv al Casei Montague și al Spitalului Bethlehem.
Hooke a anticipat unele din cele mai importante descoperiri și invenții ale acelor timpuri. A inventat și perfecționat mai multe instrumente de observare și măsurare (telescoape, termometre, microscoape). Cu telescopul Gregorian, Hooke a observat pentru prima oara celulele vegetale.
A formulat teoria cu privire la mișcarea planetelor ca o problemă din mecanică și independent de fizicianul britanic Newton a emis ipoteza gravitației.
Cu toate ca a avut mai multe invenții și descoperiri, Hooke va rămâne cel mai bine cunoscut pentru descoperirea și formularea matematică a legii elasticității.

## Opera

### Astronomie
A descoperit:
- rotația planetei Jupiter
- forma eliptică a orbitei descrise de centrul de gravitație al Sistemului Pământ-Lună.

### Biologia microscopică
Robert Hooke a stabilit structura celulară a țesuturilor și a introdus, în 1665, în lucrarea sa, Micrographia, noțiunea de celulă.

### Lucrări
- Micrographia (1665)
- Lectiones Cutlerianae (1669)
- An attempt to prove the motion of the earth from observations made, Londra (1674)